# Verreries-de-Moussans
Verreries-de-Moussans là một commune thuộc tỉnh Hérault trong vùng Occitanie ở phía nam nước Pháp.